# Wonjong av Goryeo
Chungnyeol av Goryeo, född 1219, död 1274, var en koreansk monark. Han var kung av Korea 1260–1274. 